# Застава (автозавод)
Застава (серб. Завод Црвена Застава) — югославский и сербский промышленный конгломерат, расположенный в городе Крагуевац, в 138 км к юго-востоку от Белграда, который является совместным предприятием компании Fiat (67 %) и сербского правительства Больше всего завод был известен как производитель автомобилей на базе Фиата, производство которых началось в 1955 для рынков Восточной Европы, а полностью завершилось в 2008 году. Сейчас компания занимается производством боевого и спортивного оружия, большая часть которого сделана по лицензии России и Германии; производство ведется под маркой Застава Оружие.
28 июля 2008 года Фиат подписал соглашение о намерении выкупить автомобильное подразделение компании. В рамках соглашения Фиат планировал инвестировать 700 миллионов евро в обмен на 70 % долю в компании (в настоящее время в собственности государства), дополнительно 100 миллионов евро планировало инвестировать правительство Сербии. Позже сумма возросла до 300 миллионов евро. Фиат обещал не проводить увольнений и выплатить долги по зарплате рабочим предприятия. Также высказывались предположения, что на заводе будет производиться только продукция фирмы Фиат. По экономическим прогнозам производство автомобилей должно было достигнуть 300 000 шт к 2011 году.
Но в 2008 году был выпущен последний автомобиль под маркой «Застава», который сразу отправился в заводской музей. На этом производство автомобилей было полностью прекращено.
Фирма также известна своим подразделением по производству стрелкового оружия «Застава Оружие» (серб. Застава Оружје). В октябре 2005 года «Застава Оружие» заключила соглашение с американским производителем оружия Remington Arms о продаже спортивного оружия в Северной Америке.

## История производства автомобилей
Компания начала выпуск автомобилей в середине 1950-х с моделей Zastava AR51 (копия FIAT Campagnola) и Zastava 1400BJ (копия FIAT 1400). На протяжении последующих десятилетий подавляющее большинство моделей Заставы также были копиями ФИАТов, наибольшую известность из них получили Zastava 750 (копия Fiat 600) и Zastava 101 (копия Fiat 128).
В 1970-х и 1980-х годах завод поставлял автомобили в Северную, Южную Америки и Западную Европу под маркой «Yugo».
Последней из выпущенных моделей стала Yugo Sana, дизайн которой разработан итальянским дизайнером Джорджетто Джуджаро. Машина была запущена в производство в 1990 году, но её производство было остановлено из-за Югославской войны, и к 1993 году поставки Yugo практически прекратились. В 1999 году завод пострадал из-за бомбардировок НАТО во время Косовской войны.
В сентябре 2005 года компания подписала соглашение с Fiat о начале производства Zastava 10 — балканской версии Fiat Punto 2003 модельного года. Планировалось выпускать 16 000 автомобилей в год.
В декабре 2007 года Сербия объявила о продаже Zastava в апреле 2008 года. 20 ноября 2008 года был выпущен последний автомобиль под маркой «Застава», который сразу отправился в заводской музей.